# Мітоська школа

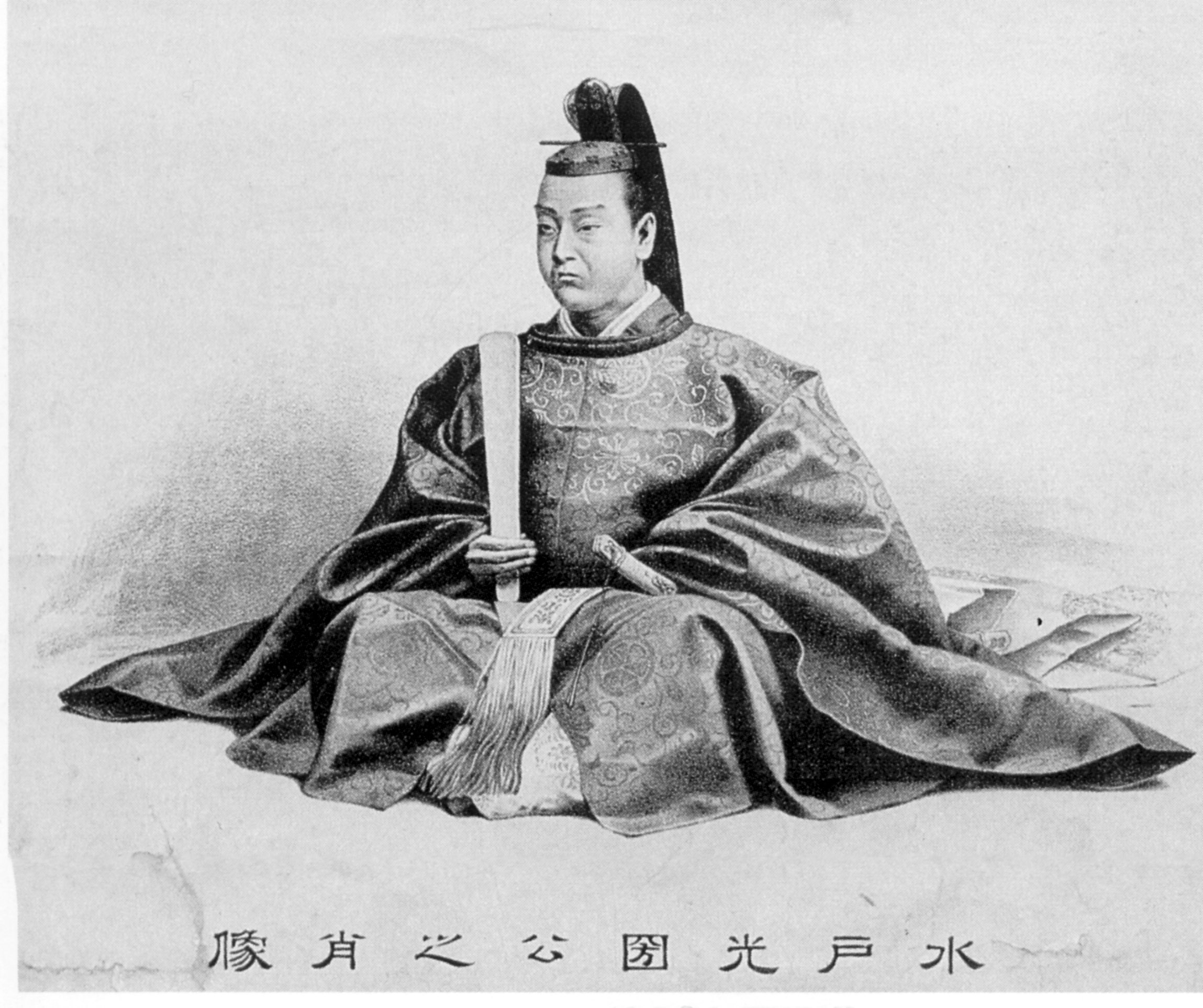
Токуґава Міцукуні.

Міто́ська школа або мітозна́вство (яп. 水戸学, みとがく, МФА: [mʲitogaku̥]) — філософсько-наукова школа в Японії 17 — 19 століття, що працювала в містечку Міто. Складова японознавчих студій кокуґаку. Започаткована Токуґавою Міцукуні, володарем Міто-хану, головним упорядником «Історії Великої Японії». Пріоритетами школи було вивчення історії, літератури та мови країни, дослідження конфуціанства та японської автентичної релігії синто. Представники школи популяризували монархістські настрої в японському суспільстві, сприяючи зростанню престижу Імператора та його двору. В першій половині 19 століття школа справила значний вплив на розвиток і становлення антиіноземного антиурядового руху «Шануймо Імператора, виженемо варварів!».

## Представники
- Айдзава Сейші-сай
- Токуґава Наріакі